# Liste der Monuments historiques in Groslée-Saint-Benoit
Die Liste der Monuments historiques in Groslée-Saint-Benoit führt die Monuments historiques in der französischen Gemeinde Groslée-Saint-Benoit auf.

## Liste der Bauwerke
| Bezeichnung     | Beschreibung                  | Standort      | Kennzeichnung | Schutzstatus | Datum | Bild           |
| --------------- | ----------------------------- | ------------- | ------------- | ------------ | ----- | -------------- |
| Schloss Groslée | Erbaut im 15./16. Jahrhundert | (Lage)        | PA00116617    | Inscrit      | 1992  | weitere Bilder |
| Schloss Varepe  | Erbaut im 15./16. Jahrhundert | Varepe (Lage) | PA00116409    | Inscrit      | 1985  | weitere Bilder |

## Liste der Objekte
- Monuments historiques (Objekte) in Groslée in der Base Palissy des französischen Kultusministeriums
- Monuments historiques (Objekte) in Saint-Benoit in der Base Palissy des französischen Kultusministeriums